# Lights Out Asia
Lights Out Asia — пост-рок-группа из Милуоки, штат Висконсин, США.
Группа образовалась в феврале 2003 года, когда Крис Шефер и Майк Истад (оба члены Aurore Rien) решили работать в более продвинутой области экспериментальной и электронной музыки. В дуэте они написали более десятка песен, и летом того же года был записан миньон «Garmonia». К дуэту присоединился их давний друг гитарист Майк Раш, и вместе они стали развивать и совершенствовать звучание своей музыки, привнося в неё пост-рок с элементами эмбиента.

## Участники
- Крис Шефер (Chris Schafer) — гитара, вокал
- Майк Истад (Mike Ystad) — клавишные

## Бывшие участники
- Майк Раш (Mike Rush) — гитара, бас-гитара

## Дискография

### Альбомы
- Garmonia (Sun Sea Sky, 2003)
- Tanks and Recognizers (n5MD, 2007)
- Eyes Like Brontide (n5MD, 2008)
- In The Days Of Jupiter (n5MD, 2010)
- Hy — Brasil (n5MD, 2012)

### Сборники
- Test Tones Vol. 4 (Clairecords, 2005) — «Knock Knock»
- Little Darla Has A Treat For You v.25: Endless Summer 2007-08 Edition (Darla Records, 2007) — «Airports, Crying Airplanes»
- Emerging Organisms Vol.2 (Tympanik Audio, 2008) — «Outstretched To The Middle Of The Sky»
- One Five Zero (n5MD, 2009) — «Psiu! Puxa!»